# HD 92209
HD 92209，又名CP-75 678，SAO 256730、HR 4170，是一颗恒星，视星等为6.3，位于銀經295.03，銀緯-15.57，其B1900.0坐标为赤經10h 33m 34s，赤緯-75° -15.57′ 26″。